# Berrechid (stad)
Berrechid is een stad in Marokko op 30 kilometer van de stad Casablanca.
 Berrechid ligt in de provincie Berrechid in de regio Chaouia-Ouardigha.
 In 2014 telde de stad 136.634 inwoners.

## Geboren in Berrechid
- Mohamed Rabbae (1941-2022), Marokkaans-Nederlands politicus